# Theodor Schwenk
Pour les articles homonymes, voir Schwenk.
 (décembre 2012).
Si vous disposez d'ouvrages ou d'articles de référence ou si vous connaissez des sites web de qualité traitant du thème abordé ici, merci de compléter l'article en donnant les références utiles à sa vérifiabilité et en les liant à la section « Notes et références ».
Theodor Schwenk, né le 8 octobre 1910 à Schwäbisch Gmünd et mort le 29 septembre 1986 à Filderstadt (Bade-Wurtemberg) est un ingénieur en hydraulique allemand.

## Biographie
Theodor Schwenk est le fils d'un professeur de physique et de génie mécanique. Il fait lui-même des études de génie mécanique à Stuttgart. En 1937, il devient assistant de recherche en aérodynamique à Göttingen. En 1946, il rentre à Schwäbisch Gmünd, ville d'où vient également Else Grimminger qu'il a épousée en 1938, afin de travailler en tant que chercheur pour le groupe Weleda. Il travaille alors pour différents laboratoires pharmaceutiques sur les propriétés des hautes dilutions.
Au cours des années 1950, il met au point la méthode dite des « gouttes sensibles », qui permet de déceler la qualité d'une solution aqueuse.[réf. nécessaire]
À partir de 1960, il fonde l'Institut pour les sciences des fluides à Herrischried en Forêt-Noire, qu'il dirige jusqu'en 1976.
Son principal ouvrage, Le Chaos sensible, est paru en 1962. Cet ouvrage est notamment inspiré par l'anthroposophie de Rudolf Steiner.

## Publications

### Ouvrages en allemand
- Grundlagen der Potenzforschung. Weleda Verlag, Schwäbisch Gmünd 1954
- Das sensible Chaos. Strömendes Formenschaffen in Wasser und Luft. Freies Geistesleben, Stuttgart 1962; 10e éd. 2003,  (ISBN 978-3-7725-0571-3)
- Bewegungsformen des Wassers. Nachweis feiner Qualitätsunterschiede mit der Tropfenbild-Methode. Freies Geistesleben, Stuttgart 1967
- Das Wasser, Herausforderung an das moderne Bewusstsein. Verein für Bewegungsforschung, Herrischried 1985,  (ISBN 978-3-931719-00-5) (7 Vorträge plus Bibliographie)

### Ouvrages traduits
- Theodor Schwenk (trad. de l'allemand par Germaine Claretie, préf. Roger Durand), Le chaos sensible : création de formes par les mouvements de l'eau et de l'air [« Das sensible Chaos. Strömendes Formenschaffen in Wasser und Luft »], Paris, éditions Triades, 1er novembre 2005, 88 p. (ISBN 2-85248-273-8)